# Автостереоскопія
Автостереоскопія, бінокулярна стереоскопія - різновид стереоскопії, в якій для сприйняття об'ємного зображення не потрібні будь-які додаткові пристосування у вигляді окулярів, стереоскопії і інших пристроїв, що розміщуються перед очима спостерігача . Об'ємне зображення сприймається при безпосередньому розгляді плоского екрана або фотознімку і називається автостереограмою. 

Два способи автостереоскопії: щілинний растр (зліва) і лентикулярний растр. Обидва способи забезпечують сепарацію частин растрованої стереопари для лівого і правого ока спостерігача

Найбільш поширеними технологіями автостереоскопії вважаються лентикулярний або щілинний растр, голографію, а також стереодисплей, в тому числі  дисплей світлового поля. Автостереоскопія використовується в фотографії, кінематографі, телебаченні, рекламі та інших областях відображення візуальної інформації. Головна перевага даного принципу полягає в доступності сприйняття тривимірного зображення без додаткових пристроїв, а також людьми з дефектами зору, що носять окуляри.

## Технології
В сучасній техніці відомо безліч технологій автостереоскопії, в тому числі з використанням окулографії. Але більшість з них засновані на растровому принципі сепарації стереопари. При цьому може використовуватися лентикулярний, призматичний або щілинний растр. Чіткість зображення по горизонталі при цьому неминуче знижується, але його об'єм впевнено сприймається більшістю глядачів. Кожен з двох різновидів растрів має свої переваги, але  застосовується не у всіх випадках.

### Щілинний (бар'єрний) растр
Принцип заснований на перекритті різних ділянок зображення ґратками з вузьких непрозорих смуг при розгляданні об'єктів з різних точок. При цьому зображення стереопари складаються зі смуг, що чергуються одна за одною. В результаті, кожне око спостерігача бачить через щілини в гратці тільки смуги визначеної для нього частини стереопари, тоді як сусідні смуги закриті растром.
Технологію незалежно один від одного винайшли Август Бертьє, що не добився практичних результатів, і Фредерік Айвс, який в 1901 році створив першу у світі автостереограму, засновану на щілинному растрі. Два роки по тому Айвс розпочав продаж таких зображень, поклавши початок комерційного використання автостереоскопії . 4 лютого 1941 року в Москві почав працювати перший у світі кінозал, оснащений автостереоскопічним безокулярним екраном з дротяним щілинним растром . На початку
2000-х років компанія Sharp випустила перший у світі рідкокристалічний дисплей, що підтримує безочкову стереоскопію. Дисплей встановлювався в невеликі партії двох марок ноутбуків, і деякий час залишався унікальним. У 2009 році випущений стереофотоапарат Fujifilm FinePix W Series Real 3D з автостереоскопічними РК-дисплеєм діагоналлю 2,8 дюйма. Всі ці дисплеї, як і більш пізній дисплей ігрової консолі Nintendo 3DS, засновані на технології щілинного растру.
Крім великих світлових втрат, недоліком щілинного растра вважається порівняно вузька зона, з якої видно тривимірне зображення. Як наслідок, спостерігач повинен шукати оптимальне положення очей щодо екрана або світлини, а при випадковому зсуві голови ефект зникає. Паралельний щілинний растр дає дуже вузьку зону видимості, розташовану в перпендикулярній площині екрану. Для розширення цієї зони і її зміщення в більш зручну для кінопоказу площину нижче екрана радянський винахідник Семен Іванов запропонував використовувати «перспективний» растр, щілини якого сходяться в одну точку. Деякі виробники моніторів розширюють зону видимості, керуючи станом затінювальних смуг за сигналами від датчиків айтрекінгу.

### Лентикулярний растр
Растр з циліндричних лінз запатентований в 1912 році Уолтером Хесом. Заміна щілинного растра такими ж за розміром збиральними лінзами дозволило різко знизити світлові втрати, через які фотографії з накладними ґратками виглядали занадто темними. Ще однією перевагою виявилося розширення зони видимості стереозображення, занадто вузької у бар'єрних автостереограмах. Як наслідок, повноцінне тривимірне зображення стало видиме не з однієї обмеженої області, точно перед центром екрана, а й з бічних точок. За рахунок особливостей лентикулярного растру з'явилася можливість створення багаторакурсних автостереограмм, коли при переміщенні голови спостерігача змінюється точка огляду знятих об'єктів . Таку автостереограмму називають «паралакс-панорамограмою» .
Компанія Philips в середині 1990-х років створила технологію стереодисплею з лентикулярним растром, лінзи якого розташовувалися точно над лінійками пікселів, відповідно частковим зображенням стереопари. Такий пристрій дозволяв на моніторах серії WOWvx отримувати безокулярне стереозображення роздільністю до 2160p при 46 можливих кутах впевненого огляду . Компанія StereoGraphics випускає монітори схожої конструкції, але з похилим лентикулярном растром.

### Інтегральна фотографія
Незадовго до винаходу Хесса в 1908 році Габрієль Ліппман запропонував технологію зйомки через двовимірний масив сферичних мікролінз . У цьому випадку з'являється можливість отримання об'ємних знімків, котрі відтворюють відзняті об'єкти в вихідному розмірі. Кожна з мікролінз формує часткове зображення об'єкта у власному ракурсі, який відрізняється від ракурсів інших лінз. В результаті, при відтворенні зробленого таким чином знімка, спостерігач бачить об'ємне зображення об'єктів зйомки, які «висять» за фотопластинкою на тій же відстані, що в момент зйомки . При будь-якому зсуві голови ракурс огляду змінюється так само, як у випадку огляду вихідних об'єктів. Таке багаторакурсне зображення іноді називають аспектограма або інтегральна фотографія. Недоліком аспектографії вважається невелике кутове поле, обмежене періодом мікролінзового растру. Тому інтегральна фотографія придатна тільки для зйомки невеликих предметів, співрозмірних з розміром пластинки і растру. За характером одержуваного зображення й інших особливостей інтегральна фотографія близька до винайденої пізніше голографії, і тому іноді носить назву променевої або некогерентної голографії.

### Голографія

Принцип відтворення об'ємного зображення голограми

Технологією, що забезпечує найбільш досконалу автостереоскопію, стала винайдена в 1947 році угорським фізиком Деннісом Габором голографія . При запису голограм не використовуються ніякі об'єктиви, а замість форми об'єктів зйомки і розподілу освітленості на них, безпосередньо реєструється хвильове поле світла, відбитого цими об'єктами. Для цього вони освітлюються когерентними джерелами світла, в якості яких виступають лазери різних типів. Відбите об'єктами світло лазера складається з опорною хвилею від того ж джерела, утворюючи на поверхні фотопластинки з високою роздільною здатністю інтерференційну картину, що складається з мікроскопічних смуг, що чергуються . При освітленні проявленої фотопластинки таким же світлом, за рахунок дифракції по краях смуг інтерференційної картини, воно заломлюється, утворюючи хвильове поле, ідентичне існуючому в момент запису голограми . В результаті, спостерігач бачить уявне зображення знятих об'єктів, які «висять» на тій же відстані від фотопластинки, що і самі об'єкти. При цьому зображення виглядає об'ємним і багаторакурсним, дозволяючи «заглянути» за знятий об'єкт при зміщенні голови. Незважаючи на точність і реалістичність відображення предметів, голографія не знайшла широкого практичного застосування у фотографії і кінематографі через технологічну складність і необхідність когерентних світлових джерел.